# Диц
Диц (нем. Diez) — город в Германии, в земле Рейнланд-Пфальц. 
Входит в состав района Рейн-Лан. Подчиняется управлению Диц.  Население составляет 10 737 человек (на 31 декабря 2010 года). Занимает площадь 12,41 км². Официальный код  —  07 1 41 029.

## Достопримечательности
- Замок Диц